# Kusovac
Kusovac (en serbe cyrillique : Кусовац) est un village de Serbie situé dans la municipalité de Knić, district de Šumadija. Au recensement de 2011, il comptait 168 habitants.

## Démographie
| 1948 | 1953 | 1961 | 1971 | 1981 | 1991 | 2002 | 2011 |
| ---- | ---- | ---- | ---- | ---- | ---- | ---- | ---- |
| 284  | 267  | 271  | 247  | 198  | 197  | 182  | 168  |

|  |